# Hypericum sabinaeforme
Hypericum sabinaeforme är en johannesörtsväxtart som beskrevs av Ludolph Christian Treviranus. Hypericum sabinaeforme ingår i släktet johannesörter, och familjen johannesörtsväxter. Inga underarter finns listade i Catalogue of Life.